# Howard Cruse

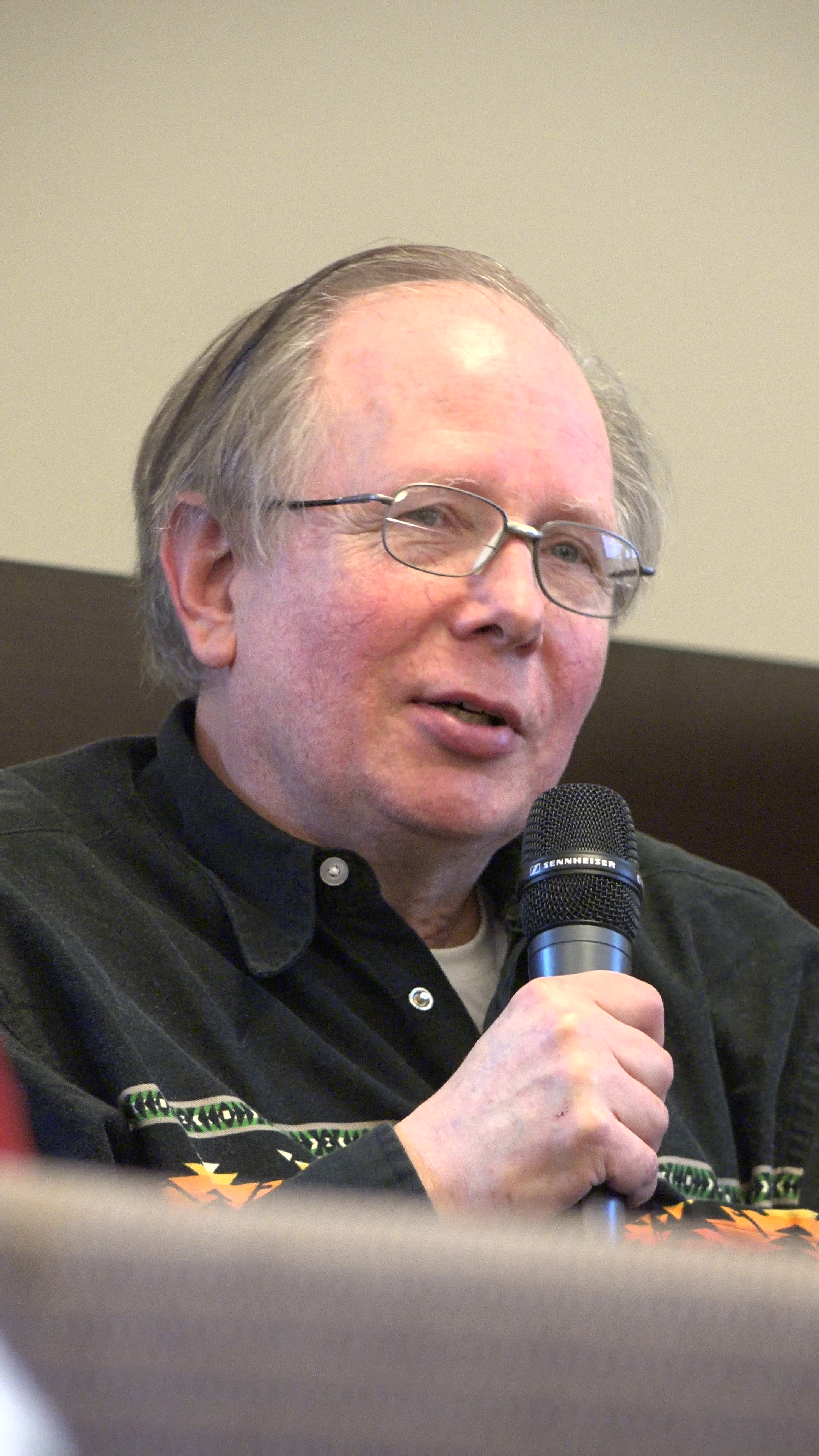
Howard Cruse (2015)

Howard Cruse (* 2. Mai 1944 in Birmingham, Alabama; † 26. November 2019 in Pittsfield, Massachusetts) war ein US-amerikanischer Comicautor, der vor allem durch seine Werke zu homosexuellen Themen bekannt wurde.
Der Sohn eines Pastors und einer Hausfrau wuchs in Birmingham (Alabama) auf. Anfang der 1970er Jahre begann er Comics zu zeichnen und verlegte in den 1980er Jahren das Undergroundblatt Gay Comix. Ab 1983 veröffentlichte er den humoristischen Comicstrip Wendel im Schwulenmagazin The Advocate. Anfang der 90er schuf er in vier Jahren die Graphic Novel Am Rande des Himmels, die ihm internationale Anerkennung und mehrere bedeutende Comicpreise einbrachte.
Er lebte mit seinem Freund, dem Schriftsteller Eddie Sedarbaum, mit dem er seit 2004 verheiratet war, seit 2003 in North Adams (Massachusetts).

## Veröffentlichungen
- Am Rande des Himmels, Carlsen Verlag, 1996
- Stuck Rubber Baby, Cross Cult, 2011